# Reprezentacja Kirgistanu w piłce nożnej mężczyzn
Reprezentacja Kirgistanu w piłce nożnej powstała w 1992 po rozpadzie ZSRR. Jest regulowana przez Federację Piłki Nożnej Republiki Kirgiskiej. Pierwszy mecz zagrała 26 września 1992 przeciw Kazachstanowi i zremisowała 1:1. Dzięki zwycięskiemu meczowi z Indiami, rozegranemu 27 marca 2018 roku, po raz pierwszy zakwalifikowała się do Pucharu Azji.

## Udział wMistrzostwach Świata
- 1930 – 1990 – Nie brał udziału (był częścią ZSRR)
- 1994 – Nie brał udziału
- 1998 – 2022 – Nie zakwalifikował się

## Udział wPucharze Azji
- 1956 – 1992 – Nie brał udziału (był częścią ZSRR)
- 1996 – 2004 – Nie zakwalifikował się
- 2007 – Nie brał udziału
- 2011 – 2015 – Nie zakwalifikował się
- 2019 – 1/8 finału
- 2023 – Awans